# Kleiner See (Koblentz)
Der Kleine See ist ein See bei Koblentz im Landkreis Vorpommern-Greifswald in Mecklenburg-Vorpommern.
Das etwa 21 Hektar große Gewässer befindet sich im Gemeindegebiet von Koblentz. Am östlichen Ufer liegt der Ort Koblentz mit zahlreichen Bootsanlegestellen. Im Süden grenzt von Entwässerungsgräben durchzogenes Wiesenland an das Gewässer. Im Norden fließt vom Kleinen See ein Graben zum Großen Koblentzer See ab. Die maximale Ausdehnung des Kleinen Sees beträgt etwa 790 mal 360 Meter. Der See ist zudem zum Angeln ausgewiesen und beherbergt Fischarten wie Hechte, Aale, Karpfen und Weißfische.